# لی یون
لی یون (کره‌ای: 이연؛ زادهٔ ۲۷ فوریه ۱۹۹۵) بازیگر اهل کره جنوبی است. او به خاطر به تصویر کشیدن شخصیت بک سونگ وو در مجموعه عدالت برای نوجوانان (۲۰۲۲) شناخته می‌شود.

## فیلم‌شناسی

### فیلم
| سال  | عنوان                     | نقش         | توضیحات      | منابع       |
| ---- | ------------------------- | ----------- | ------------ | ----------- |
| ۲۰۱۸ | ناشناس                    | چه جین      |              | [ ۳ ]       |
| ۲۰۱۹ | کازموس                    | هه سو       | فیلم کوتاه   | [ ۳ ]       |
| ۲۰۱۹ | ارتفاع موج                | یه اون      |              | [ ۳ ]       |
| ۲۰۲۰ | من رو به خونه ببر         | کیم یه وون  |              | [ ۳ ]       |
| ۲۰۲۱ | جزیره‌ای تنها در دریای دور | سونگ جی نا  |              | [ ۴ ] [ ۵ ] |
| ۲۰۲۳ | کیل بوکسون                | کیم یونگ جی | فیلم نتفلیکس | [ ۶ ]       |

### مجموعه تلویزیونی
| سال  | عنوان                | نقش              | توضیحات         |
| ---- | -------------------- | ---------------- | --------------- |
| ۲۰۱۹ | دراما استیج          | یه اون           | فصل ۲؛ قسمت ۱۰  |
| ۲۰۱۹ | درامای ویژه کی‌بی‌اس   | لی یون هی        | فصل ۱۰؛ قسمت ۶  |
| ۲۰۲۰ | در خاطرت مرا پیدا کن | دانش‌آموز         |                 |
| ۲۰۲۰ | اس‌اف۸                |                  | قسمت ۲ - قسمت ۴ |
| ۲۰۲۰ | درامای ویژه کی‌بی‌اس   | لی اون سو        | فصل ۱۱؛ قسمت ۳  |
| ۲۰۲۳ | دوره فشرده عاشقانه   | نام هِنگ سون جوان |                 |
| ۲۰۲۳ | فریبکاری لذت‌بخش      | جونگ دا جونگ     |                 |
| ۲۰۲۳ | درامای ویژه کی‌بی‌اس   | گو دو هیون       |                 |

### مجموعه اینترنتی
| سال       | عنوان               | نقش        | توضیحات   |
| --------- | ------------------- | ---------- | --------- |
| ۲۰۲۳-۲۰۲۱ | دی.پی.              | آن سو جین  | فصل ۱ و ۲ |
| ۲۰۲۲      | عدالت برای نوجوانان | بک سونگ وو |           |
| ۲۰۲۲      | قهرمان ضعیف کلاس ۱  | یونگ یی    |           |
| ۲۰۲۳      | وظیفه بعد از مدرسه  | نو ئه سول  | بخش ۱ و ۲ |